# Nowe Miasto nad Pilicą
Nowe Miasto nad Pilicą (deutsch Neumark an der Pilitza) ist eine Stadt im Powiat Grójecki der Woiwodschaft Masowien in Polen. Sie hat etwa 3750 Einwohner und ist Sitz der gleichnamigen Stadt-und-Land-Gemeinde mit 7615 Einwohnern (Stand 31. Dezember 2020).
Im Süden der Stadt fließt die Pilica; im Westen liegt der Militärflugplatz Nowe Miasto nad Pilica Airfield.

## Geschichte

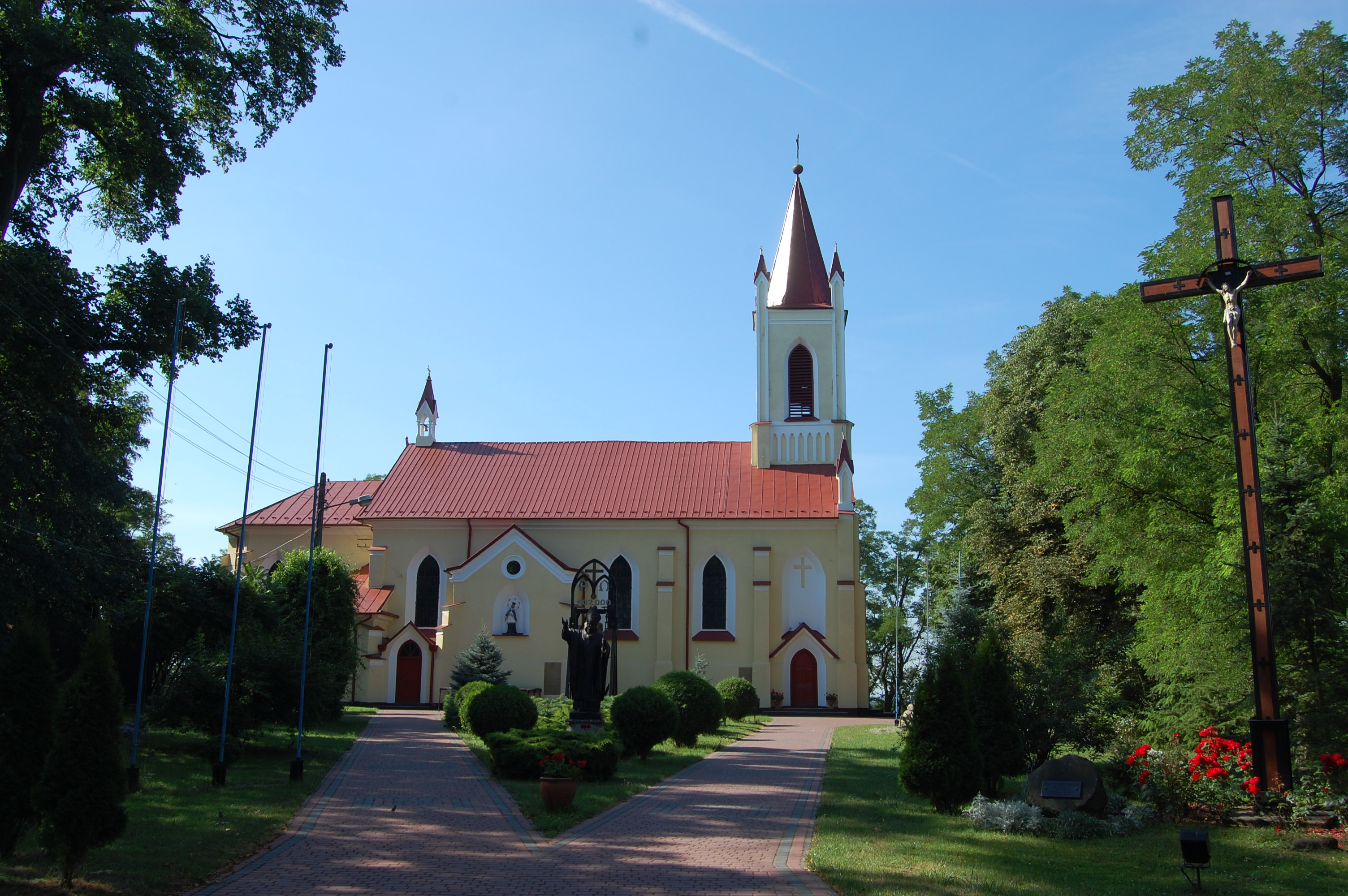
Kirche

Die heutige Stadt Nowe Miasto nad Pilicą entstand aus dem Dorf Pobiedna. Das Recht zur Lokalisierung erhielt der Ort am 27. Dezember 1400.
Im 16. Jahrhundert wurde Nowe Miasto nad Pilicą erstmals urkundlich erwähnt. Im 19./20. Jahrhundert zog ein Laienorden in die Nähe des Ortes. Leiter des Ordens war unter anderem Honorat Koźmiński, der 1997 zum Stadtpatron ernannt wurde.
Vor dem Zweiten Weltkrieg lebten etwa 1300 Juden in der Stadt, das war ein Drittel der Bevölkerung.
Im September 1939 wurde die Stadt von der deutschen Wehrmacht besetzt. Die aus dem späten 18. Jahrhundert stammende Holzsynagoge wurde zerstört. In der Folgezeit entstand im April 1941 ein Zwangsghetto auf dem Gebiet der Stadt mit etwa 3000 Juden, das am 22. Oktober 1942 aufgelöst wurde, wonach die Häftlinge im Vernichtungslager Treblinka ermordet wurden. Am 17. Januar 1945, zum Ende des Zweiten Weltkrieges wurde der Ort durch die Rote Armee eingenommen.
Am 13. Mai 1958 sorgte ein Sturm für große Schäden in der Stadt und deren Umgebung.

### Bevölkerungsentwicklung
Nachfolgend die Entwicklung der Einwohnerzahlen.

## Militärflugplatz
Die Planungen für den Lotnisko Nowe Miasto nad Pilicą begannen 1951 und im November 1953 wurde mit der Errichtung begonnen. Anfangs unterstand der Flugplatz der Offiziersfliegerschule Nr. 5 in Radom. Planungen einen zivilen Flughafen zu errichten wurden bisher nicht umgesetzt. Das heutige Nowe Miasto nad Pilica Airfield (ICAO-Code: EPNM) ist seit 2006 Eigentum der Agencja Mienia Wojskowego (militärische Immobilienagentur) und untersteht dem polnischen Verteidigungsministerium. Im Oktober 2016 wurde durch den polnischen Verteidigungsminister die Reaktivierung des Flugplatzes angekündigt und im Folgejahr mit der Renovierung und Modernisierung begonnen. Das Nowe Miasto nad Pilica Airfield verfügt über eine 2400 Meter lange Betonlandebahn 08/26. Seit mindestens 2022 fliegt u. a. Pallas Aviation mit zwei Lockheed L-100 Hercules regelmäßig von der Ramstein Air Base zum Nowe Miasto nad Pilica Airfield. Verschiedene OSINT-Quellen haben aufgedeckt, dass Pallas Aviation allein im März 2022 mit zwei Maschinen (N71KM und N67AU) 39 Flüge zwischen der Ramstein Air Base und dem Nowe Miasto nad Pilica Airfield durchführte.

## Gemeinde
Zur Stadt-und-Land-Gemeinde (gmina miejsko-wiejska) Nowe Miasto nad Pilicą gehören die Stadt selbst und 28 Dörfer mit Schulzenämtern.

## Städtepartnerschaften
Nowe Miasto nad Pilicą ist Mitglied der internationalen Städtefreundschaft „Arbeitsgemeinschaft Neustadt in Europa“ mit 36 Mitgliedern aus sechs Staaten (Polen, Deutschland, Österreich, der Tschechischen Republik, der Slowakei und den Niederlanden), die die Förderung des Fremdenverkehrs, des Handels und der Gastronomie, und vor allem die Förderung der zwischenmenschlichen Beziehungen zum Ziel hat.